# Barling (Arkansas)
Barling is een plaats (city) in de Amerikaanse staat Arkansas, en valt bestuurlijk gezien onder Sebastian County.

## Demografie
Bij de volkstelling in 2000 werd het aantal inwoners vastgesteld op 4176.
In 2006 is het aantal inwoners door het United States Census Bureau geschat op 4367.

## Geografie
Volgens het United States Census Bureau beslaat de plaats een oppervlakte van
57,1 km². Barling ligt op ongeveer 130 m boven zeeniveau.